# Analítiques d'aprenentatge

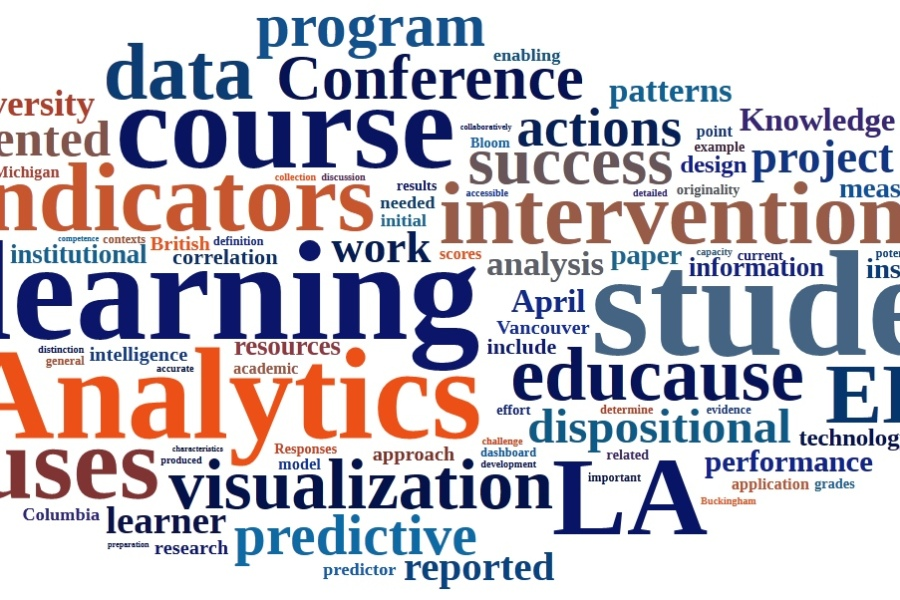

Analítiques d'aprenentatge (LA, de l'anglès Learning Analytics) és la mesura, recopilació, anàlisi i presentació de dades sobre els estudiants i els seus contexts, amb la finalitat de comprendre i optimitzar l'aprenentatge i l'entorn on es produeix. Es una aplicació de les tècniques de mineria de dades per millorar la pràctica educativa. Les analítiques d'aprenentatge poden ajudar un usuari d'un Sistema de Gestió de l'Aprenentatge (LMS, de l'anglès Learning Management System) a millorar la qualitat del seu aprenentatge.
Tal programari fan servir estudiants, docents i administradors. L'objectiu n'és ajudar els professors per adaptar i personalitzar ràpidament les estratègies educatives. Els estudiants poden obtenir informació sobre les matèries i aptituds que van adquirir. Els docents poden detectar més aviat detectat qui ha de menester suport i atenció addicionals i tenen més elements per planificar de manera eficaç el suport a grup o individus. A llarg termini permet millorar els programes o desenvolupar-ne de nous. Ajuda la direcció administrativa d'instituts –segons el concepte anglosaxó més meràntil de l'educació– per prendre decisions sobre el màrqueting, l'ús dels recursus, la contractació i l'eficiència.
En el mercat sorgeix la necessitat de desenvolupar noves tecnologies que ajudin a la recuperació i anàlisi de les dades per prestar serveis personalitzats d'acord amb la informació de cada usuari. Les analítiques d'aprenentatge són un camp d'investigació emergent que està creixent de manera significativa, emergència del qual ha sigut atribuïda a tres factors segons l'Institut Nacional de Tecnologies Educatives i de Formació del Profesorat (INTEF): dades massives (generalització de bases de dades institucionals i d'EVA), aprenentatge en línia i ús dels recursos educatius oberts (REO) per mesurar, demostrar i millorar els resultats en educació i optimitzar l'aprenentatge, en benefici de la societat.
El procés analític passa per quatre fases: recollir, traduir-les en informació processable, proposar una intervenció per un estudiant concret i fer proposicions per millorar el curs en el futur. El mètode es va inspirar en el desenvolupament de l'anàlisi de dades dins del món de l'empresa, conegut com a business analytics, i dels entorns web, anomenats web analytics.

## Definició
L'analítica d'aprenentatge és l'ús de dades i models per predir el progrés i el rendiment dels estudiants i la capacitat d'actuar sobre aquesta informació. Segons George Siemens, les analítiques d'aprenentatge es refereixen a la interpretació d'un ample rang de dades recollides dels estudiants per orientar la seva progressió acadèmica, predir actuacions futures i identificar elements problemàtics. Les dades es recullen a partir d'accions explícites, com completar tasques i realitzar exàmens però també (i en això rau la novetat) de les actuacions tàcites, de les interaccions socials en línia, activitats extracurriculars... A la invitació al primer congrés estatunidenc sobre les analítiques d'aprenentatge el 2011 Siemens va donar la definició següent: «el mesurament, la recollida i l'anàlisi i de dades sobre els aprenents i els seus contextos. Els informes que en surten han d'ajudar per a entendre i optimitzar l'aprenentatge».Es tracta de crear un entorn virtual d'aprenentatge. Fernando Santamaria després d'una conferència de Siemens repren al mateixa definició amb altres paraules.[4]
Certs autors fan la diferència entre analítiques d'aprenentatge i mineria de dades educativa, tot i que sembla una distinció molt teòrica que encara no fa la unanimitat. En general, la mineria de dades educatives més aviat cercaria nous patrons en les dades i desenvolupa nous algorismes o nous models, mentre que l'anàlisi de l'aprenentatge cercaria models predictius per als sistemes d'instrucció.

## Quina mena de dades?
Tota mena de dades existeixen ies poden fer servir: el perfil de l'estudiant i la seva història educativa, el context social i familiar. Altres hi afegeixen l'historial de navegació. En un treball de grup es pot analitar el nombre missatges llegits, enviats, resposts, el temps de connexió, la natura i el nombre dels fitxers pujats i baixats. Això pot permetre distingir, per exemple profils actius, reactius o passius o la intensitat de les relacions amb altres membres del grup («centrals» o «periferics»). Pot donar informació sobre el fracàs escolar o l'abandonament dels estudis.
Qualsevol mesura ben analitzada pot ajudar a millorar la pràctica educativa. Si volem millorar ens calen, entre d'altres dades. Amb informació i reflexió podrem crear coneixement, podrem crear valor.

## Història de la tècnica d'analítiques d'aprenentatge
Les analítiques d'aprenentatge, com a camp, tenen múltiples arrels disciplinàries. El terme anglès va ser utilitzat per primera per Mitchel i Costello el 2000 en un estudi sobre aprenentatge virtual. Hi ha hagut unes propostes per distingir entre anàlisis que es fan servir només per reduir el cost de l'ensenyament en aplicar un model industrial i altres per a millorar la qualitat de l'aprenentatge.
- Anàlisi de citacions: Eugene Garfield (1955) va ser un dels primers en l'analítica de ciències que fa descriure com es pot entendre millor el desenvolupament de la ciència pel seguiment de les citacions entre articles. Mitjançant les citacions de seguiment, els científics poden observar com es transmeten i validen les pròpies investigacions. PageRank, un algoritme clau del primer motor de cerca de Google, va adoptar el model d'anàlisi i ponderació de links Garfield per fer una aproximació a la importància de determinats recursos.[14]

- L'anàlisi de les xarxes socials és destacat en la sociologia, que es remunta a l'obra de Granovetter (1973) i Milgram (1967). Wellman (1999), autors actius en la recol·lecció de dades sobre xarxes socials des de la dècada de 1970, va passar a l'anàlisi de xarxes a configuració digital. Haythornthwaite ha estudiat l'impacte de tipus de mitjans sobre el desenvolupament de lligams socials.[14]

- La modelització d'usuaris[17] crea un model d'usuari per l'analisi de la seva interacció amb sistemes informàtics. La modelització d'usuari ha esdevingut un camp important en la investigació en interaccions home-ordinador. Aajuda els investigadors dissenyar sistemes millors en comprendre com interactuen els usuaris amb programari.

- S'ha aplicat el modelatge cognitiu / educatiu[18] per a mesurar com es desenvolupen els coneixements que adquireixen els estudiants. Els models cognitius han intentat històricament desenvolupar sistemes que tenen un «model computacional capaç de resoldre els problemes que han donat als estudiants de la manera en què s'espera que els estudiants resolguin els problemes».[19]
- Tutorització: els ordinadors es fan servir durant dècades en l'educació com a eines d'aprenentatge. Ja el1989, Burns va defensar l'adopció i el desenvolupament de sistemes de tutors intel·ligents que, en última instància, passessin a tres nivells d'intel·ligència: coneixement del camp d'estudis, avaluació del coneixement dels alumnes i intervenció pedagògica. Aquests tres nivells continuen sent rellevants per als investigadors i els educadors.
- Mineria de dades és a dir, descobrir coneixement a les bases de dades va començar des de dels anys noranta del segle xx. S'hi cerca desenvolupar mètodes i tècniques per donar sentit a les dades.
- Adaptive hypermedia,[Cal aclariment]
 es la personalització de contingut basada en la modelització d'usuaris. «Els sistemes hipermèdia adaptatius construeixen un model d'objectius, preferències i coneixements de cada usuari, per tal d'adaptar-se a les necessitats d'aquest usuari». La personalització i l'adaptació dels continguts és una orientació futura important de les ciències de l'aprenentatge.
- Aprenentatge virtual: el creixement de l'aprenentatge en línia, especialment en l'educació superior hi ha aportat l'avenç a les analítiques d'aprenentatge (LA). El flux d'informació que generen els estudiants que fan servir mitjans virtuals, afavoreix les LA. El ràpid desenvolupament de cursos en línia oberts massius ofereix dades addicionals per als investigadors per avaluar l'ensenyament i l'aprenentatge en línia.[14]

## Aportacions als procés d'ensenyament-aprenentatge
L'analítica de l'aprenentatge serveix per a analitzar i interpretar dades massives amb la finalitat de recollir informació dels estudiants per a millorar la pràctica educativa i així, optimitzar el seu rendiment.
La gran varietat d'aplicacions i/o eines que analitzen dades amb diferents propòsits com analitzar la interacció dels estudiants, identificar necessitats o dificultats, avaluar cursos o activitats, millorar la comunicació en temps real o predir el comportament o progrés dels estudiants, obri la possibilitat a l'aparició de noves metodologies actives amb la finalitat de millorar l'ensenyament i aprenentatge com, l'aprenentatge adaptatiu.
L'aprenentatge adaptatiu és un mètode basat en l'anàlisi de dades que permet personalitzar el procés d'ensenyament i aprenentatge, identificant les debilitats i fortaleses de cada estudiant per a fer plans d'estudis individuals segons les seues necessitats i progressos. Són essencials les plataformes LMS que ofereixen al professorat la capacitat de recol·lectar les dades necessàries, adaptar materials en funció de les necessitats específiques de l'alumnat i crear rutes d'aprenentatge per a cada alumne.

## Programari
La majoria d'LMS inclouen instruments per la captació i visualització de dades com ara el nombre de sessions, temps de connexió, nombre de descàrregues, etc. Els LMS comencen a incorporar eines per convertir aquestes dades en informació valuosa i accionable. Per exemple, Moodle incorpora el Machine Learning per detectar o anticipar-se a determinades situacions. Actualment, i des de la versió 3.4, Moodle inclou models que, a partir de les dades recollides, avisen de potencials riscos d'abandonament per part de la l'alumne o la baixa activitat docent en un curs. A més a més, per mitjà d'un sistema d'events, es poden configurar alertes que es disparin si es donen determinades situacions. Altres LMS comercials, com ara Blackboard, ofereixen opcions d'analítiques d'aprenentatge orientades a ser aplicades en diversos àmbits com ara: L'experiència d'aprenentatge, l'avaluació de l'aprenentatge, la gestió del procés d'aprenentatge, l'avaluació o l'administració de la institució.
L'avanç en el camp de l'anàlisi de l'aprenentatge s'ha vist afavorit per la varietat de ferramentes de software i/o aplicacions que permeten analitzar tot tipus de dades i descobrir patrons amb la finalitat d'optimitzar els processos d'ensenyament i aprenentatge. En el context educatiu hi ha diferents ferramentes de software per als diferents àmbits del món educatiu.

### Algunes ferramentes per a centres educatius de primària i secundària són
- Bingel. A través de diferents mòduls permet als estudiants d'educació primària realitzar exercicis en línia, tant a l'aula com a casa, i al professorat planificar tasques, realitzar correccions i comentaris a temps real.[24]
- Itslearning. Elabora plans d'aprenentatge individuals que poden ser vists pel professorat, alumnat i famílies sobre el rendiment dels estudiants en tasques, qualificacions i objectius d'aprenentatge i, alhora, ofereix recursos educatius per al professorat, així com espais d'intercanvi i comunicació.[25]
- Schoolzilla és una plataforma que funciona com un magatzem de dades sobre l'activitat educativa de l'alumnat a través de diferents fonts com bases de dades d'avaluació, de comportament, de qualificació, observació i informació de l'estudiant. Permet crear panels de control per a identificar alumnes amb més necessitats i veure aquestes dades per a comprendre els resultats i necessitats de cadascú.[26]

### Entre les ferramentes que hi ha per a l'educació superior està
- Open Essayist - és una ferramenta de recolzament al procés creatiu d'assajos desenvolupada per la universitat The Open University al Regne Unit. El sistema ofereix una avaluació interactiva automatitzada als estudiants.[27]
- Loop - és una ferramenta d'anàlisis de codi obert que permet visualitzar els comportaments dels estudiants de manera individual o grupal (les interaccions, les dades de registre, els materials als quals s'accedeix) a partir de les dades que es capaç d'enregistrar i, per tant, permet avaluar l'eficàcia de les activitats programades sent una eina d'ajuda pedagògica per als professionals de la docència.[28]

### Generalistes
- Loco-analyst: una eina per l'anàlisi dels processos d'aprenentatge que tenen lloc en un ambient d'aprenentatge basat en la web.[29]
- Orange: un software per la mineria de dades i aprenentatges automàtics basat en un programari visual molt fàcil i potent.[30]
- Neural Designer: un programari de mineria de dades basat en la tècnica de les xarxes neuronals.
- Rapidminder: la mineria de dades. Aquestes tasques tant poden ser utilitzades a nivell experimental com en el món real. Aquest sofware abans era conegut amb el nom de YALE.[31]
- Weka: per l'analisi de maquinari d'aprenentatge: processament, agrupament, classificació, regressió i visualització.[32]
- Knime - és una plataforma de codi obert, la qual és fàcil d'entendre i d'utilitzar per integrar dades, processar-les i realitzar anàlisis i exploracions.[33]

## Protecció de la privacitat i seguretat informàtica
Aquestes tècniques compten amb molta informació detallada dels usuaris, tota aquesta amb la finalitat de millorar l'educació. L'organització que fa servir tal tractament de dades personals ha de garantir una seguretat i els drets individuals. Són moltes dades personals (inclòs dades especialment protegides), les quals són utilitzades per sistemes informatitzats que monitoritzen, prediuen i creen determinats perfils d'usuari depenent de les dades recabades. Aquest fet comporta una clara preocupació ètica sobre les noves tècniques d'anàlisi de dades que arriben a conclusions sobre persones sense intervenció humana.
El «Reglament General de Protecció de Dades» (RGPD) de la Unio Europea va entrar en vigor a l'estat espanyol el maig de 2018 i troba la seva aplicació en la Llei Orgànica 3/2018, de 5 de desembre, de Protecció de Dades Personals i garantia dels drets digitals (LOPDGDD). Aquesta normativa determina una sèrie de drets, principis, deures, mesures, etc. per a tothom que fa servir dades.
Els centres docents estan legitimats per la Llei Orgànica d'Educació (2006) per al tractament de dades per a la funció educativa. S'ha de garantir-ne la qualitat. Coformement a llei i s'ha de vigilar a utilitzar només les dades estrictament necessàries i justificades. S'ha d'informar de manera transparent les persones implicades, o llurs representants legals quan es tracta de menors d'edat, de l'ús que se'n fa. Per certes dades cal un consentiment explícit. El centre s'ha d'organitzar per tal de garantir la integritat i confidencialitat de les dades. El procediment de seguretat informàtica ha de protegir contra l'intrusió per persones no autoritzades i contra la pèrdua, destrucció o dany accidental. No es poden conservar les dades més temps que necessari.